# Yves Vandeberg
Yves Vandeberg (Antwerpen, 17 februari 1966 - 24 juli 2021) was een Belgisch dammer.

## Levensloop
Vandeberg begon te dammen op 15-jarige leeftijd. In 2001, 2005 en 2010 werd hij vice-kampioen van België. 

## Erelijst
- Vice-kampioen van België 2001, 2005 en 2010
- Kampioen van België Blitz 1992
- Kampioen van België Rapid 2007
- Vice-kampioen van vlaanderen 1985
- Kampioen van Vlaanderen Blitz 1992, 1994, 1995, 1996, 1997, 2007, 2009, 2010, 2016, 2018
- Kampioen van Vlaanderen Rapid 2010, 2016, 2018